# Economía de Polonia
Tras la caída del comunismo, Polonia siguió un proceso de liberalización económica acorde con el modelo capitalista occidental de la década de los 90. Este proceso tuvo un éxito relativo, ya que la privatización de pequeñas y medianas empresas y la ley para la creación de nuevas empresas ha alentado el desarrollo del sector privado, motor principal del crecimiento económico polaco[cita requerida].
Sin embargo, el sector agrícola está debilitado por diversos problemas estructurales, como son el exceso de trabajo, las granjas pequeñas e ineficientes y la falta de inversión. Además, la reestructuración y privatización de ciertos sectores "sensibles", como el de producción de carbón, ha sido lenta, si bien las recientes inversiones extranjeras en la energía y el acero han introducido nuevas tecnologías que dan una oportunidad al futuro de estos sectores.
Las reformas en los sistemas de salud, educación, pensiones y administración han elevado la presión fiscal. Las prioridades del gobierno polaco son la mejora de su déficit económico y de su política monetaria. El mayor progreso de la financiación pública depende principalmente de la privatización del resto de los sectores del estado, la reducción del empleo público y la modificación del sistema fiscal para incorporar a los granjeros, la mayoría de los cuales no paga impuestos.
La economía polaca se encuentra en el periodo del gran crecimiento que incluye todos los principales sectores de la economía (i.e. servicios, industria, construcción de viviendas). Conforme a los pronósticos del Banco Nacional de Polonia, el incremento de las inversiones extranjeras, como también del consumo, constituyen un gran factor del crecimiento del producto interior bruto (PIB). También se puede observar el gran incremento de las exportaciones y, debido al rápido crecimiento de la demanda interna, también se observa una aceleración en el crecimiento de las importaciones; la relación de exportación neto al nivel del crecimiento general desde Q3 de 2006 permanece negativa. El rápido incremento económico está acompañado por el crecimiento del nivel de empleo y lógicamente la caída del nivel de desempleo.
En Q3 de 2007 el PIB creció por 5,8%, el doble que la media de la Unión Europea (2,9%). Polonia ha sido también el único Estado de la Unión Europea que no ha sufrido la recesión económica de 2009-10.[cita requerida]
Se indica que la tasa de variación anual del consumo privado fue del 5,1%, la tasa de variación anual del consumo público alcanzó el 1,0%. Se produjo un incremento de la inversión bruta en bienes de capital del 20,8%, tal y como se esperaba, este incremento fue inferior al del Q1, que experimentó un crecimiento del 26,2 % haciendo que su industria por orgánica aumente con actrices reconocidas.

## Índices macroeconómicos[12][13][14][15]
- PIB - Producto Interno Bruto (2017): € 465.652  millones.

- PIB per cápita (2017): € 12.100.
- PIB Paridad de poder adquisitivo (2015): 1004,00 millones.
- Inflación media anual (2012): 1,3 %.

- Deuda externa aprox. (2018):  US$ 368.570 millones
- Exportaciones (2018):  € 204.419 millones.

- Principales destinos de exportaciones: Alemania, Italia y Francia.
- Principales productos de exportación: productos agroalimentarios y bebidas, automóviles, carbón, maquinaria y bienes de equipo, equipos de transporte, construcción naval.

- Importaciones (2018):  € 203.980 millones.

- Principales países origen de importaciones: UAE, China, Alemania, Estados Unidos, Japón, Francia e Italia.
- Principales productos de importación: combustibles, minerales, productos químicos, maquinaria y bienes de equipo y de transporte, electrónica avanzada.

- Balanza comercial (2017):  0,09 %.
- Tasa de desempleo (2018):  6,8 a 4,4 %.

- Tasa de desempleo juvenil:  13,7 %.

- Sueldo bruto (medio): PLN 4.517,00 (€ 1.081,98) en marzo de 2018.

- Salario mínimo mensual: PLN 503 (€ 120,50) en marzo de 2018.

## Moneda

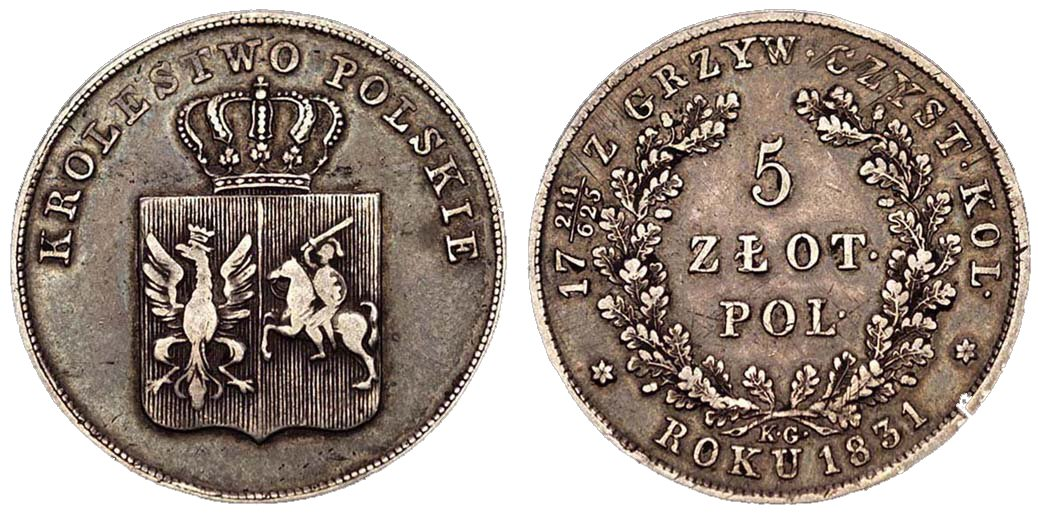
Moneda de cinco zloty, usada en 1830.

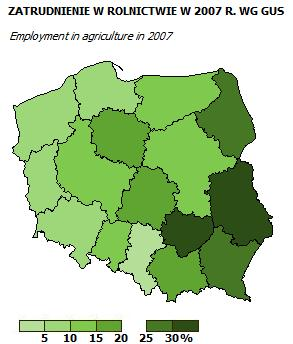
Porcentaje de empleo en la agricultura por regiones en 2007.

El "złoty" es la moneda en Polonia, se subdivide en 100 groszy (singular: grosz, plural alternativo: grosze).
1 (Zl) = 100 grosz
A causa de la hiperinflación a principios de la década de los 90, el punto decimal se recorrió cuatro lugares, con lo cual, el 1 de enero de 1995 10,000 złotych (PLZ) se convirtieron en 1 nuevo złoty (PLN).
- Denominaciones de monedas: 1, 2, 5, 10, 20, 50 groszy, 1, 2, 5 zł
- Denominaciones de billetes: 10, 20, 50, 100, 200 zł

### Tipo de cambio
Złoty por € (orientativo):
4,18 (2018)
3,70 (2015)
3,80 (2014)
3,55 (2012)
3,00 (2010)
2,86 (2007)
3,63 (2004)
3,89 (2003)
4,08 (2002)
4,09 (2001)
4,35 (2000)
Polonia entró en la Unión Europea el 1 de mayo de 2004, sin embargo, no ha completado el tercer paso de la Unión Monetaria; la moneda circulante sigue siendo el złoty y no se ha diseñado el euro polaco ni se ha dado una fecha oficial para su introducción.
Año fiscal:
Coincide con el año natural.

## Banco central

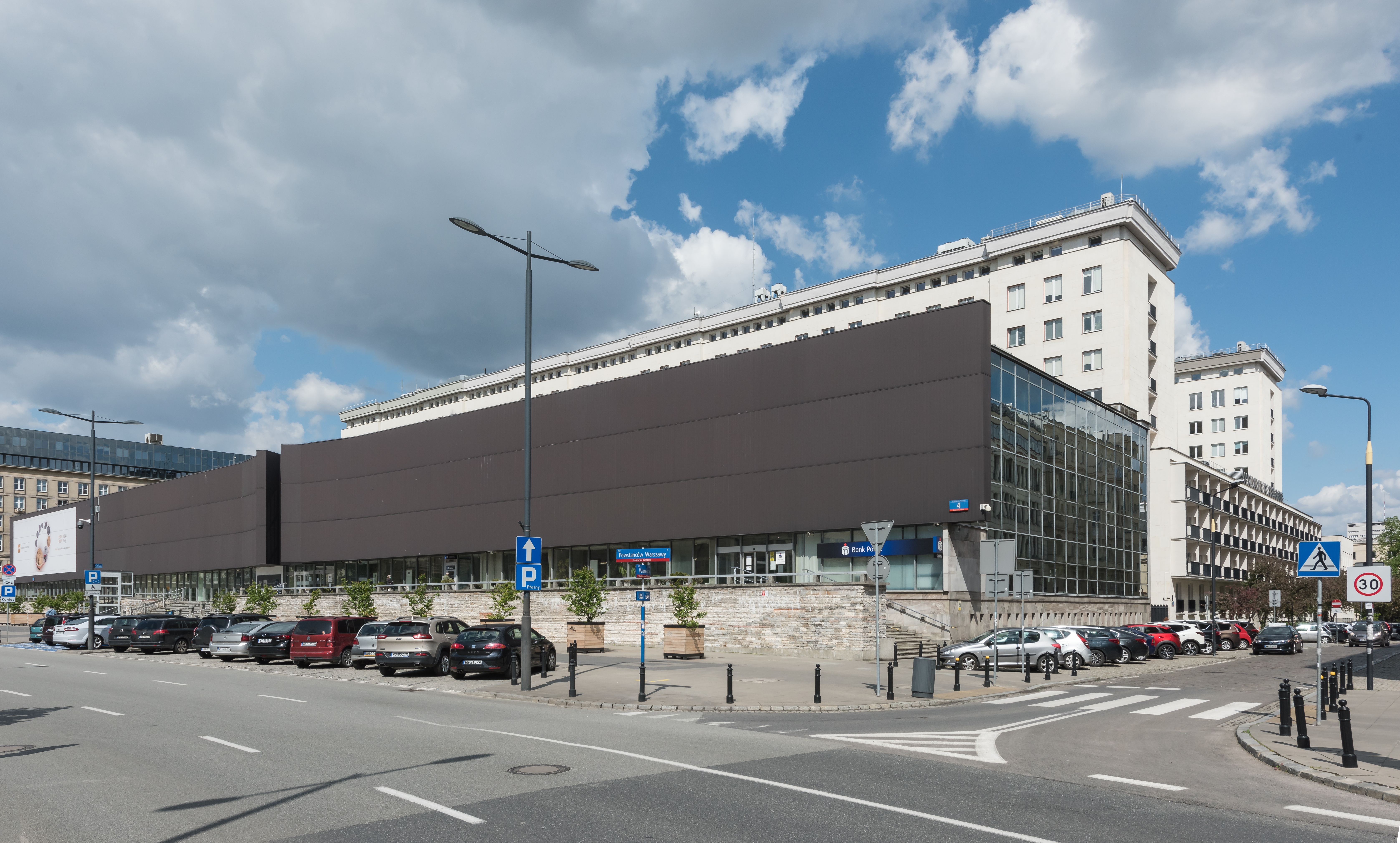
Banco Nacional Polaco

El Banco Nacional de Polonia representa al país en el Sistema Europeo de Bancos Centrales. El banco existe bajo ese nombre desde 1945, pero es continuación de dos bancos previos, ambos llamados simplemente "Banco de Polonia" (Bank Polski).
La estructura y funcionamiento del Banco Nacional de Polonia son regulados por la Constitución de Polonia de 1997 y el Acta del Banco Nacional de Polonia, del mismo año. Desde el 11 de enero de 2007 es dirigido por Sławomir Skrzypek.

## Comercio exterior

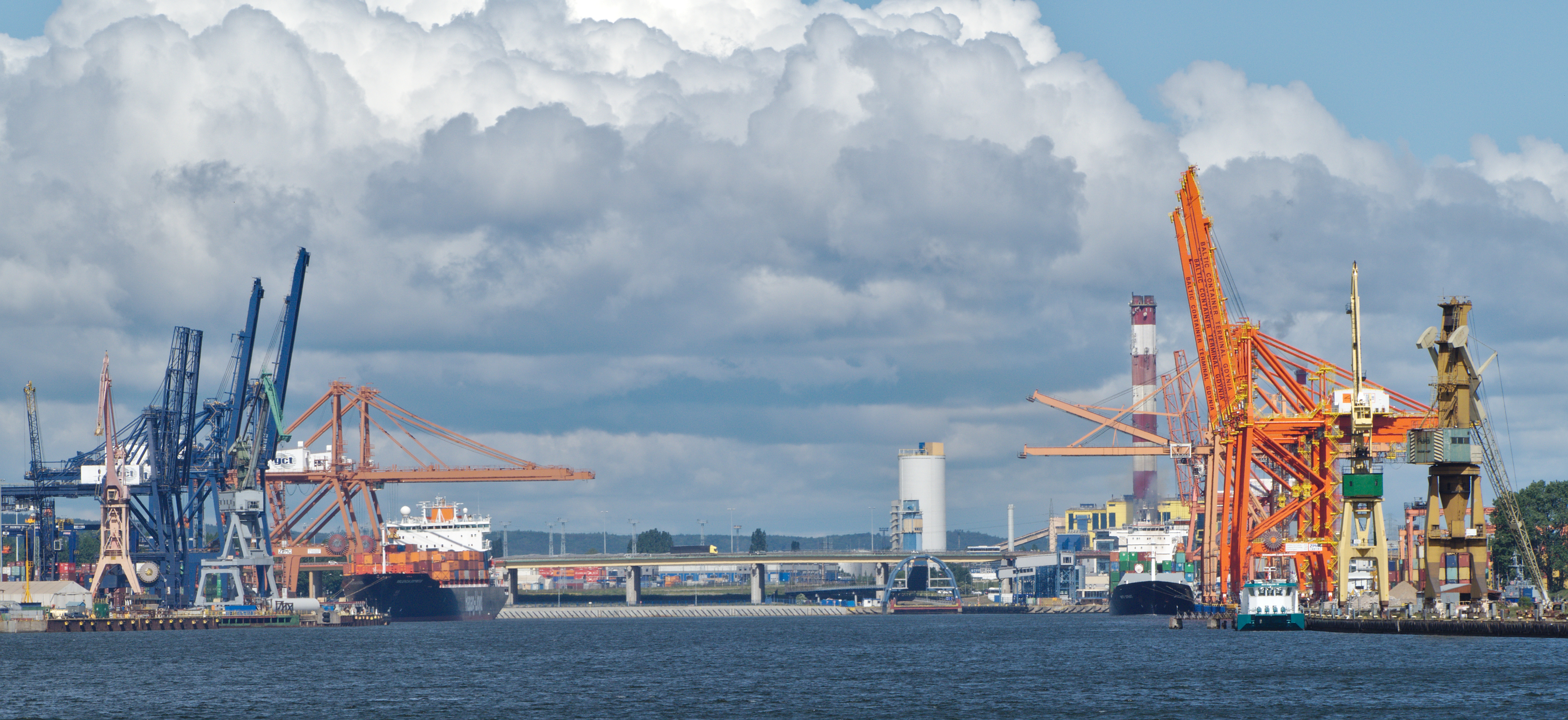
Puerto de Gdynia.

En 2020, el país fue el 22o exportador más grande del mundo (251.8 mil millones de dólares, 1.3% del total mundial). En importaciones, en 2019, fue el 19 mayor importador del mundo: U$ 246.600 millones.

## Sector primario

### Agricultura

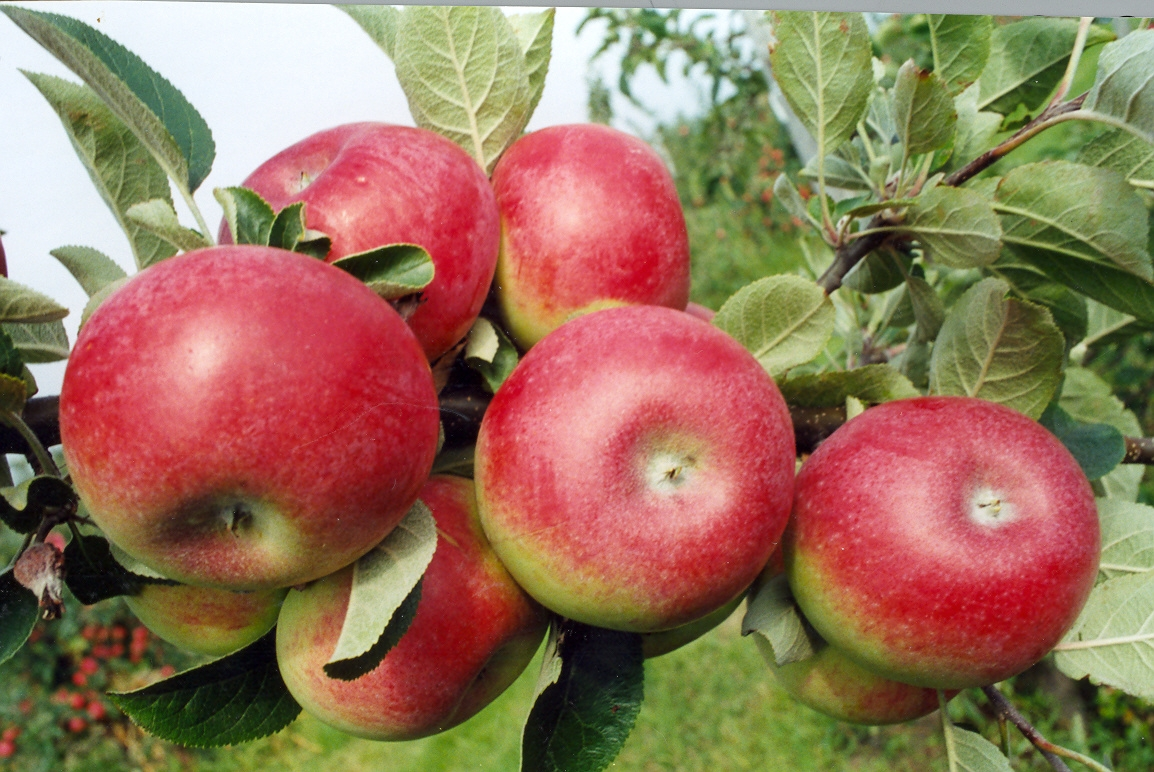
Manzana polaca.

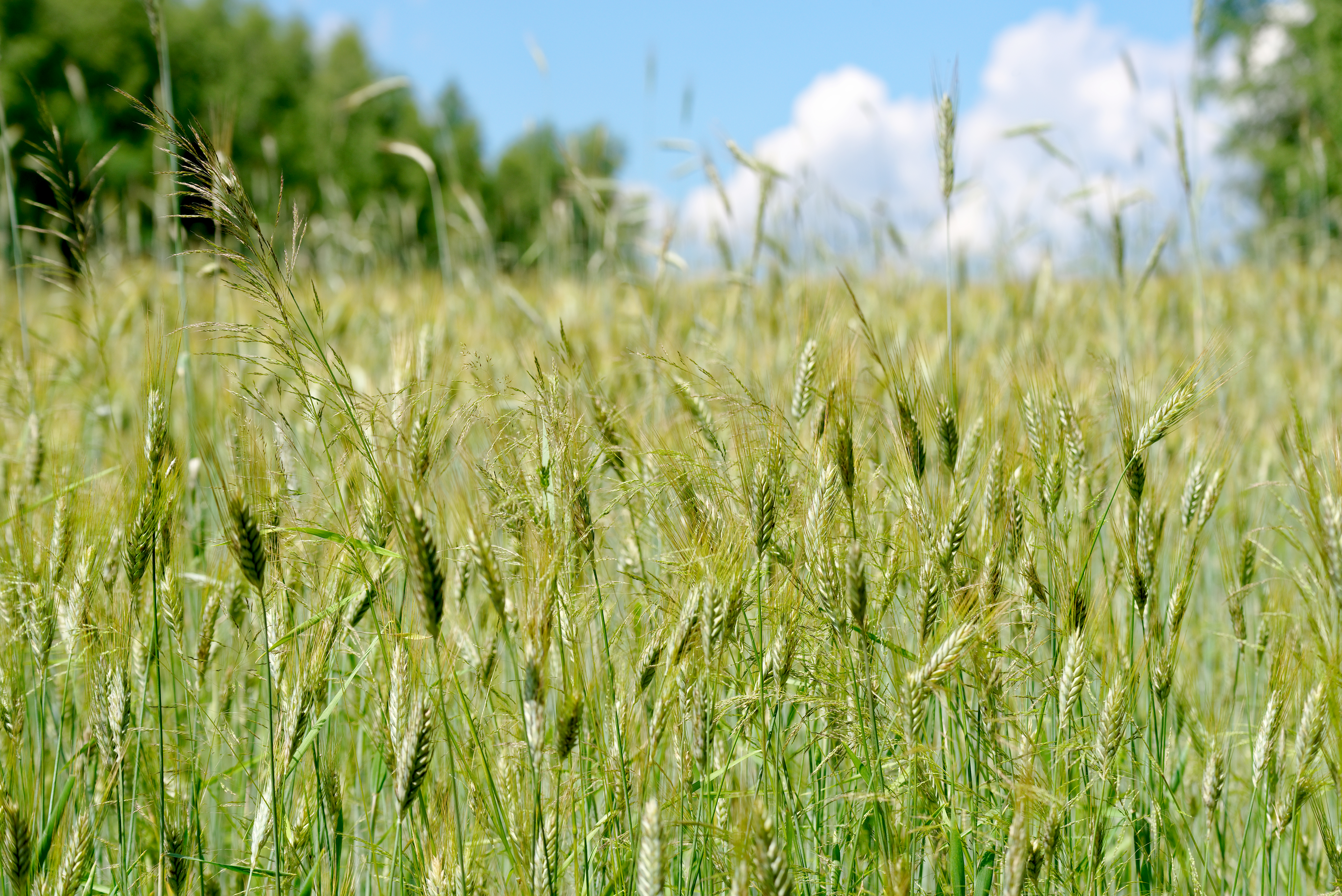
Plantación de cebada en Condado de Olkusz.

La agricultura emplea al 12,7% de la fuerza de trabajo, pero constituye únicamente el 3,8% del PIB, lo cual muestra la baja productividad de este sector.
Al contrario de lo ocurrido en el sector industrial, durante la etapa comunista el sector agrícola polaco estaba en gran medida en manos privadas. La mayoría de las antiguas granjas estatales son alquiladas actualmente a los granjeros, ya que la falta de líneas de crédito obstaculiza la venta de las tierras de labranza estatales. Sin embargo, la posible revisión en 2007 del reparto de ayudas a la agricultura por parte de la Unión Europea podría contribuir a suavizar la situación.
Actualmente, dos millones de granjas privadas ocupan el 90% del terreno agrícola y representan aproximadamente el mismo porcentaje de la producción agrícola total. Estas fincas son pequeñas, de una media de 8 ha, y están a menudo divididas. Las granjas con un área superior a 15 hectáreas representan un 9% del total, pero ocupan el 45% del terreno agrícola. Más de la mitad de las granjas de Polonia producen únicamente lo necesario para el autoabastecimiento o muy poco para la venta.
Sin embargo, Polonia es el mayor productor europeo de patatas y centeno y uno de los mayores productores mundiales de remolacha. Es también un gran productor de colza, y de ganado porcino y vacuno. Polonia exporta dulces, frutas manufacturadas y verduras, carne y productos lácteos.
A menudo se importa trigo, grano, aceite vegetal y alimentos de proteína, que generalmente son insuficientes para cubrir la demanda doméstica. Los intentos de aumentar la producción de grano han sido impedidos por la corta temporada de cultivo y el reducido tamaño de las fincas.
Polonia produjo en 2018:
- 14,3 millones de toneladas de remolacha azucarera (sexto mayor productor del mundo), que sirve para producir azúcar y etanol;
- 9,8 millones de toneladas de trigo (17.º productor mundial);
- 7,4 millones de toneladas de patata (noveno productor mundial);
- 4 millones de toneladas de triticale (mayor productor del mundo);
- 4 millones de toneladas de manzana (tercer productor mundial, detrás de China y EE. UU.);
- 3,8 millones de toneladas de maíz;
- 3 millones de toneladas de cebada (el 14.º productor mundial);
- 2,2 millones de toneladas de colza (octavo productor mundial);
- 2,1 millones de toneladas de centeno (segundo productor mundial, solo detrás de Alemania);
- 1,1 millones de toneladas de avena (quinto mayor productor del mundo);
- 985 mil toneladas de repollo;
- 928 mil toneladas de tomates;
- 726 mil toneladas de zanahoria;
- 562 mil toneladas de cebolla;
- 538 mil toneladas de pepino;
- 292 mil toneladas de coliflor y brócoli;
- 205 mil toneladas de fresa (séptimo productor mundial);
- 200 mil toneladas de hongo y trufa;
- 167 mil toneladas de pimienta;
- 164 mil toneladas de grosella (segundo productor mundial);
- 122 mil toneladas de lupino;
- 121 mil toneladas de ciruela;
- 115 mil toneladas de frambuesa (cuarto productor mundial);
- 60 mil toneladas de cereza (undécimo productor mundial);

Además de producciones más pequeñas de otros productos agrícolas.

### Ganadería

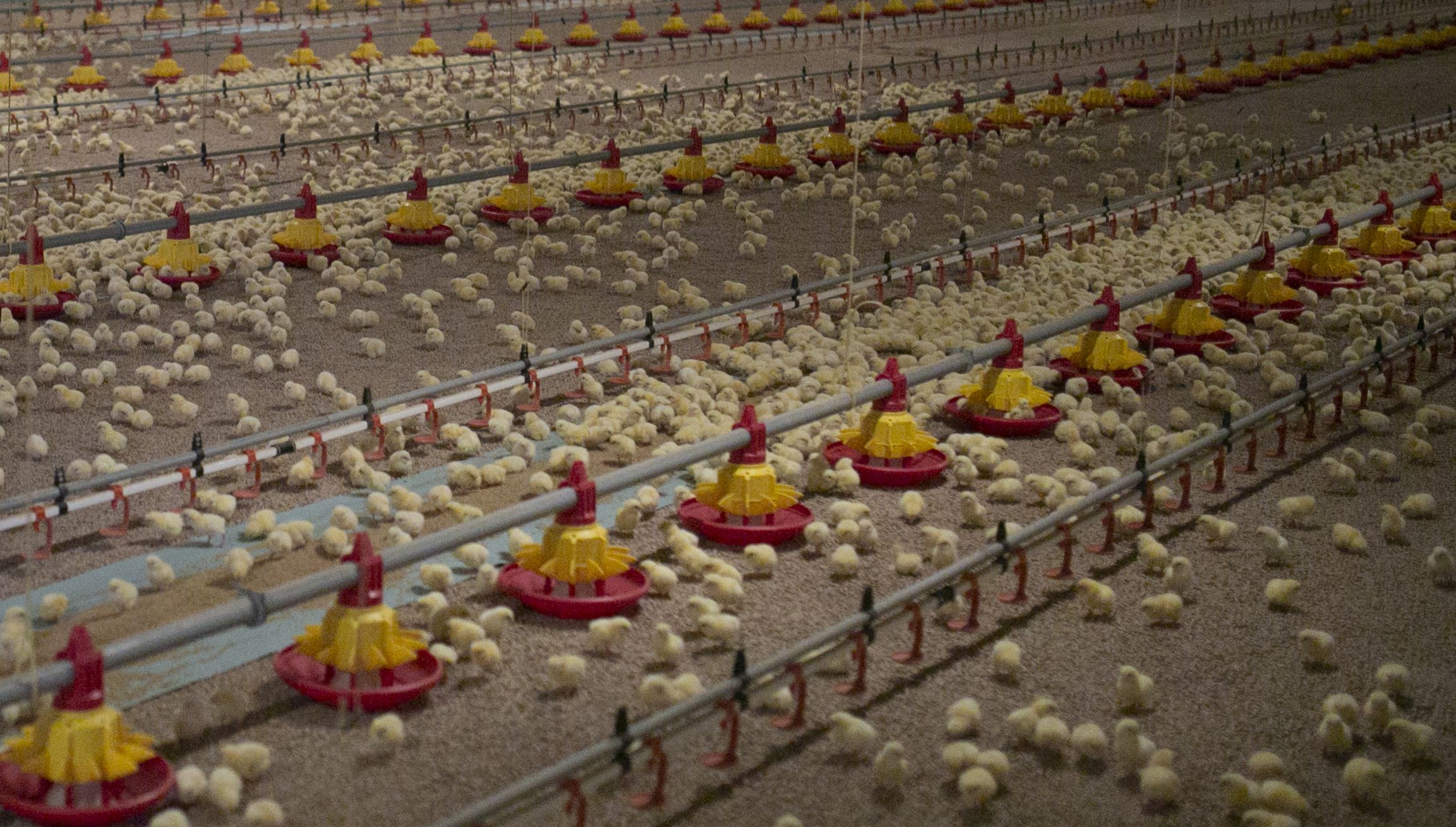
Aves de corral en Polonia.

En 2018, Polonia fue el décimo productor mundial de carne de cerdo (2,09 millones de toneladas). Este año, el país también produjo 14,1 mil millones de litros de leche de vaca (uno de los 15 mayores productores del mundo), 2,07 millones de toneladas de carne de pollo (uno de los 15 mayores productores del mundo), 564 mil toneladas de carne de vacuno, 23 mil toneladas de miel, entre otros.

## Sector secundario

### Industria

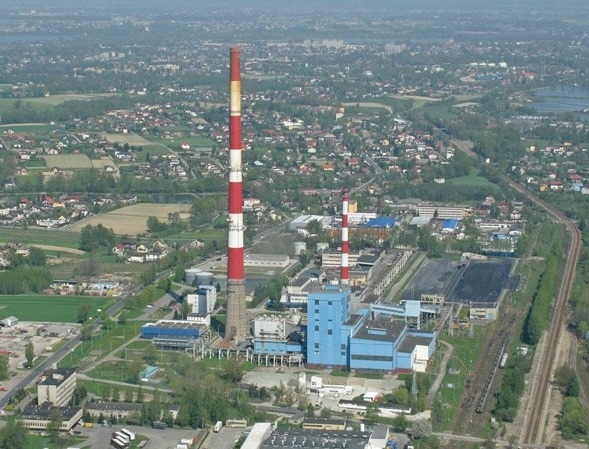
Industria en Polonia.

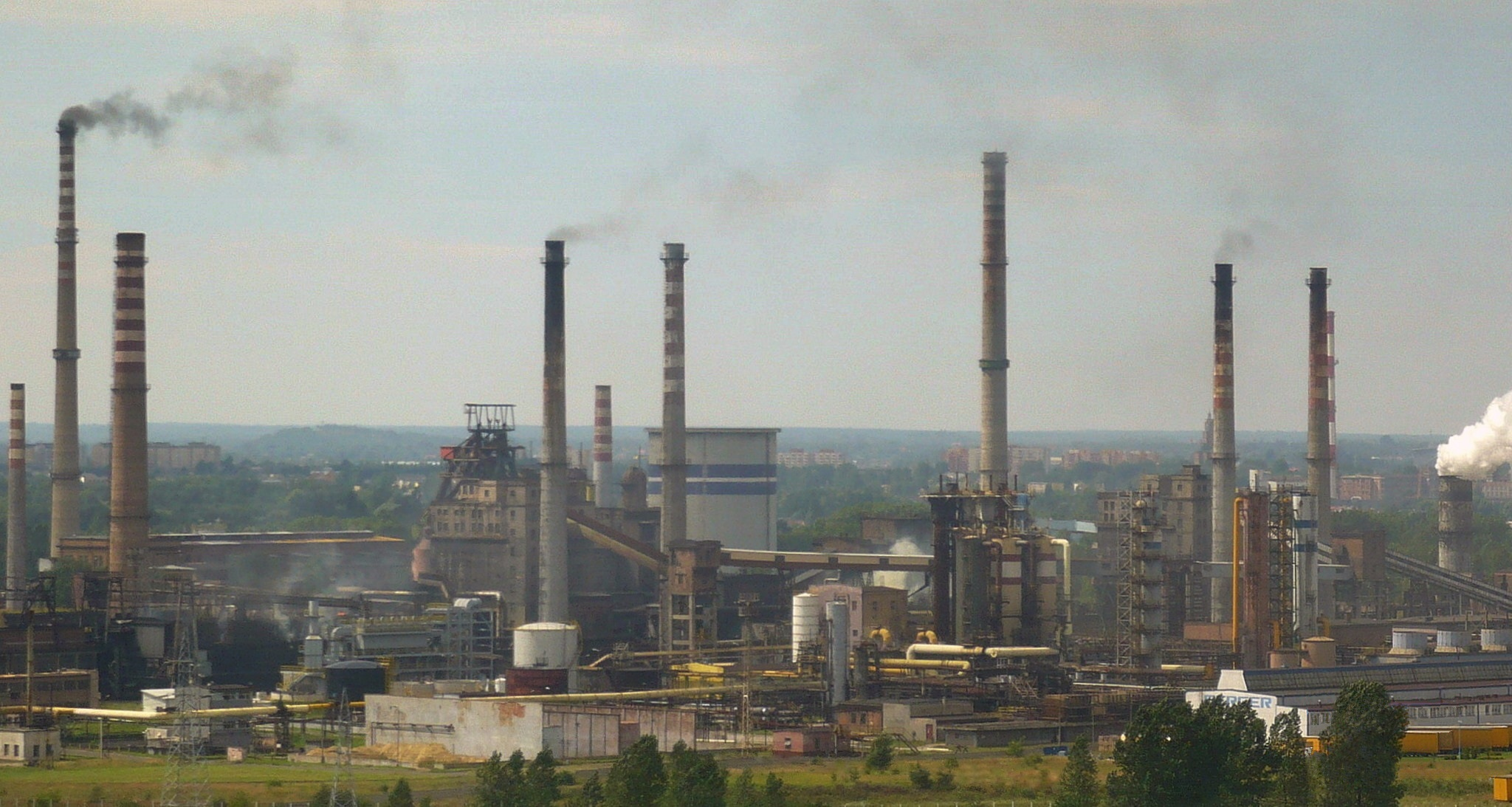
Acería polaca.

El Banco Mundial enumera los principales países productores cada año, según el valor total de la producción. Según la lista de 2019, Polonia tenía la industria número 21 más valiosa del mundo ($ 99,1 mil millones).
En 2019, Polonia fue el vigésimo cuarto productor mundial de  vehículos (498 mil) y el decimonoveno productor mundial de acero (9,1 millones de toneladas).
Antes de la Segunda Guerra Mundial, la base industrial polaca se situaba en los sectores del carbón, textil, química, maquinaria, hierro y acero. Hoy día también hay actividad industrial destinada a la producción de abonos, petroquímica, herramientas automáticas y eléctricas, artículos electrónicos, y la construcción de coches y barcos.
La base industrial polaca quedó prácticamente destruida en la Segunda Guerra Mundial. El sistema económico comunista impuesto en la década de 1940 creó grandes estructuras económicas que se desarrollaban bajo el sistema centralista, lo que terminó colapsando el sistema[cita requerida].
En 1990, el gobierno de Mazowiecki empezó un programa de reformas para sustituir el programa centralista por un sistema más orientado al mercado. Los resultados fueron una paulatina incorporación a la economía de mercado y el incremento en los resultados de los distintos sectores productivos. Desde 2004, la producción industrial crecía al 18% anual.

### Minería

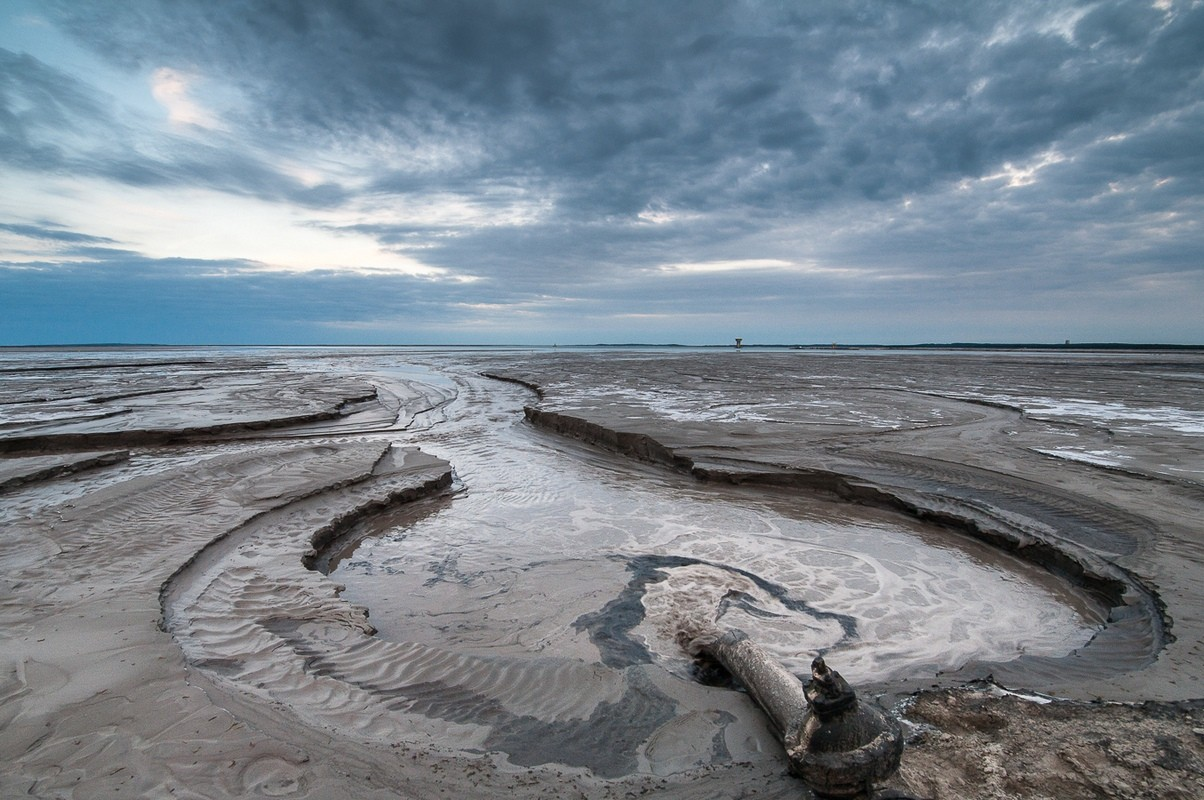
Mina de cobre en Polonia.

En 2019, el país fue el tercer productor mundial de renio; 5.º productor mundial de plata; el 12.º productor más grande de cobre; el 14.º productor mundial de azufre; además de ser el decimocuarto productor mundial de  sal.

### Energía

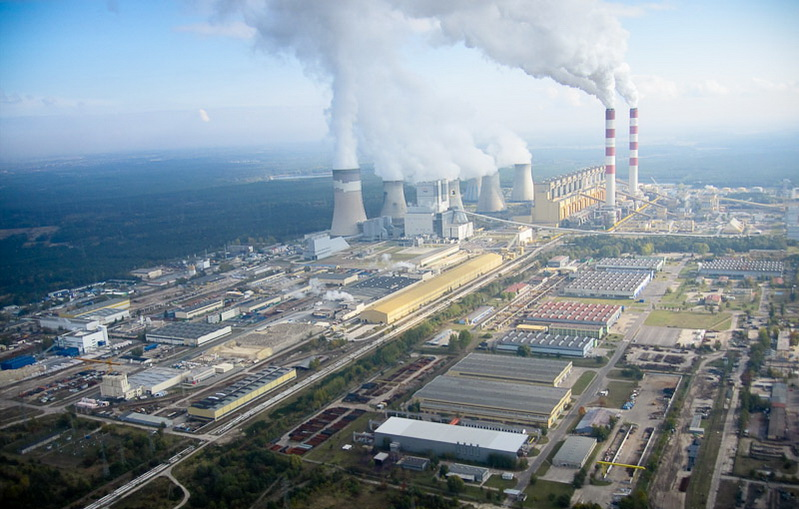
La central eléctrica de Bełchatów es una central eléctrica de lignito que produce de 27 a 28 TWh de electricidad al año, o el 20% de la generación total de energía en Polonia.

En energías no renovables, en 2020, el país fue el 64o productor mundial de petróleo, extrayendo 18.700 barriles / día. En 2019, el país consumió 670 mil barriles / día (29o mayor consumidor del mundo). El país fue el decimonoveno mayor importador de petróleo del mundo en 2013 (467,4 mil barriles / día). En 2015, Polonia ocupó el puesto 47.º mayor productor mundial de gas natural, 6100 millones de m³ por año. En 2010, el país fue el 23.er mayor importador de gas (10,8 mil millones de m³ por año). En la producción de carbón, el país fue el noveno más grande del mundo en 2018: 127,1 millones de toneladas.
En energías renovables, en 2020, Polonia fue el 16.º productor de energía eólica del mundo, con 6,2 GW de potencia instalada, y el 21.er productor de energía solar del mundo, con 3,9 GW de potencia instalada.

## Principales empresas polacas

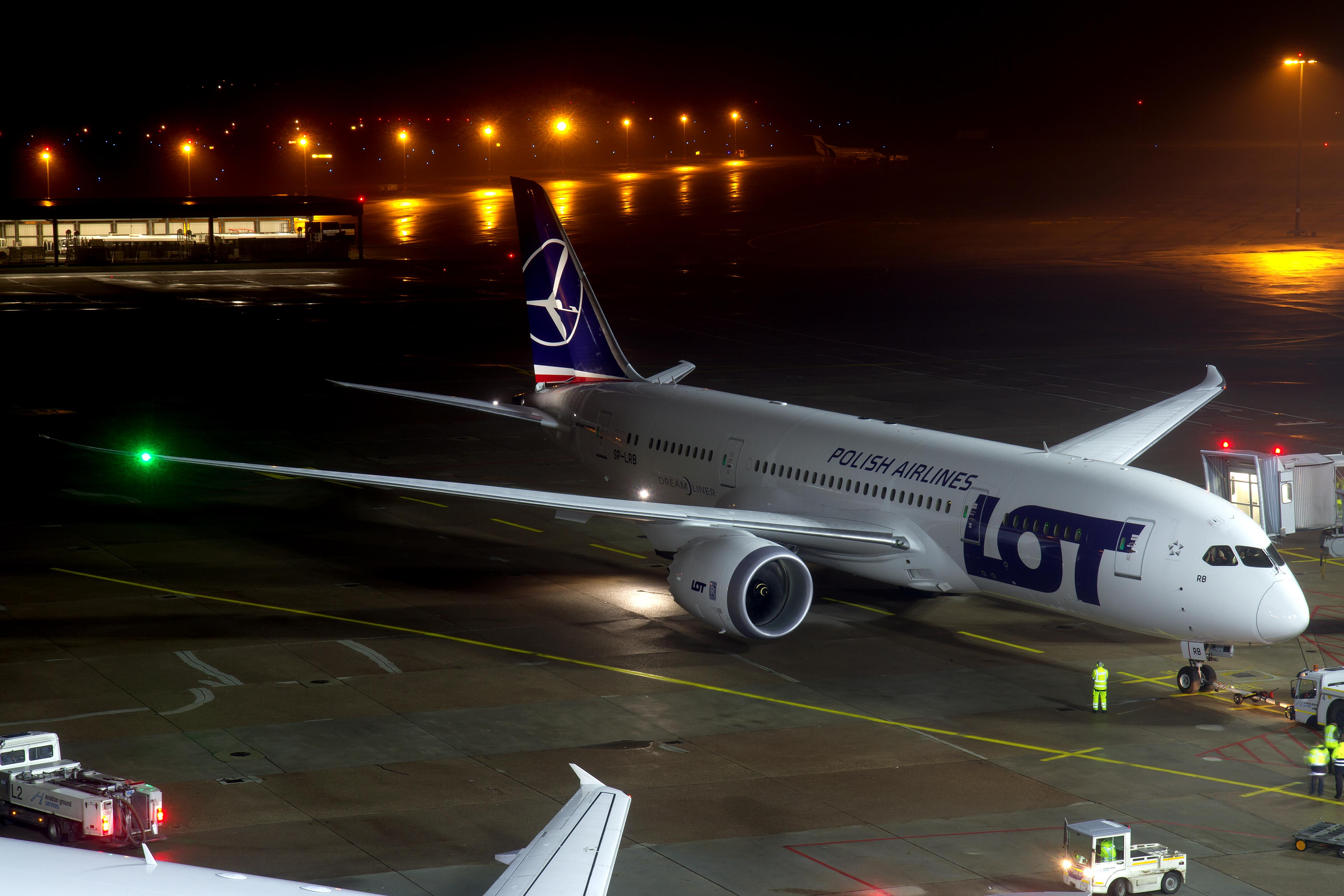
Aerolínea polaca LOT Polish Airlines tiene 5 nuevos Boeing 787 Dreamliner

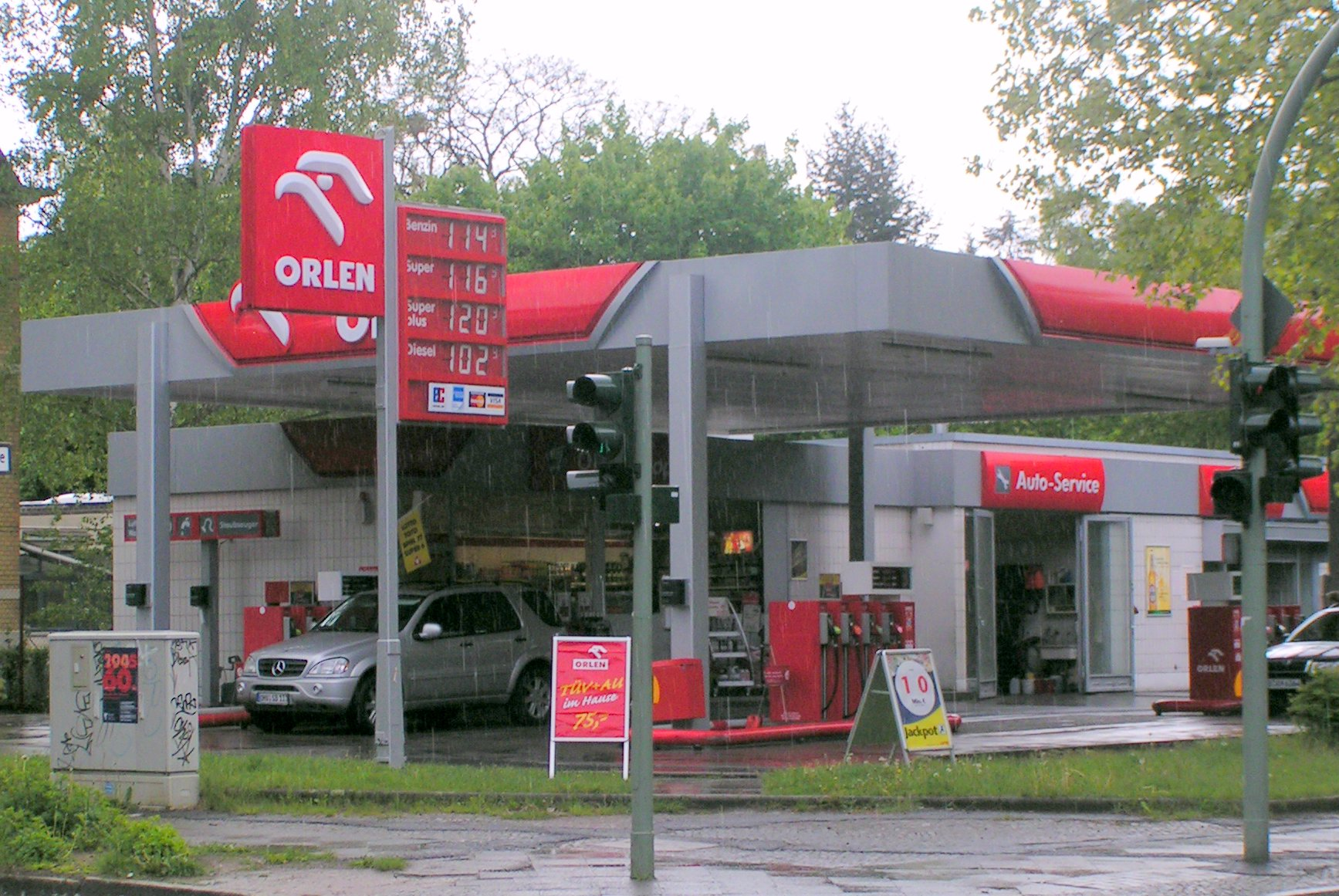
Gasolinera de la empresa polaca Orlen en Alemania.

- PKN Orlen – Empresa nacional de la industria petroquímica
- Telekomunikacja Polska (TP S.A) - Telecomunicaciones
- PKO BP - Banco
- PSE – Red eléctrica nacional
- Elektrim - Utilidades Diversificadas y Servicio de Teléfono Móvil
- Opel Polska Sp. z o.o. - Produce automóviles de las marcas de General Motors en Europa (Opel principalmente)
- Fiat Auto Polska - Produce automóviles de las marcas de Fiat Chrysler Automobiles en Europa, (Fiat principalmente), es la heredera de Fábrica de Autos Compactos y de Polski Fiat.
- Grupo Lotos – Firma Petroquímica
- PZU - Compañía de Seguros
- LOT Polish Airlines - Aerolínea

## Sector terciario

### Turismo

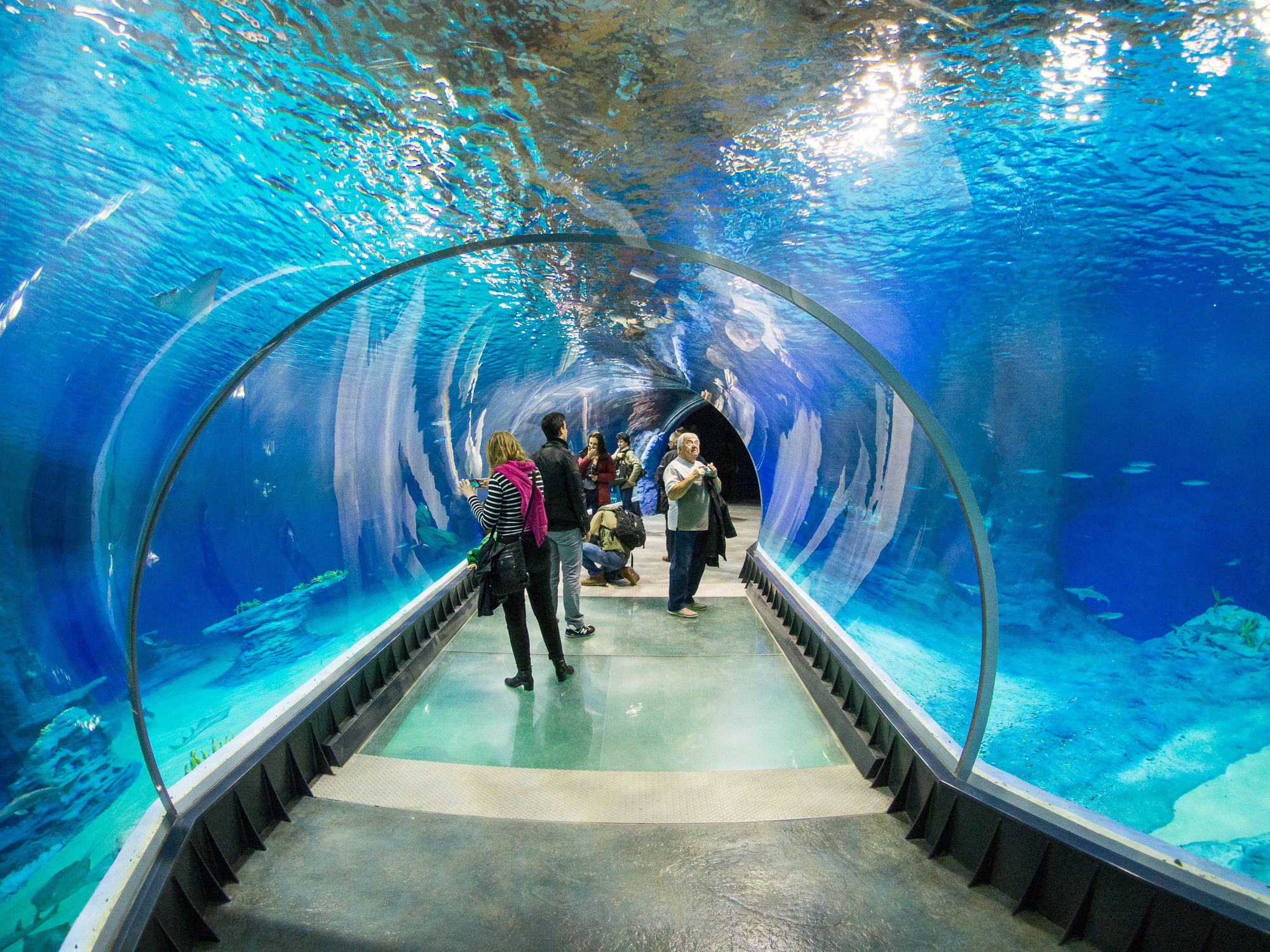
Acuario en el zoológico de Wrocław.

En 2018, Polonia fue el decimonoveno país más visitado del mundo, con 19,6 millones de turistas internacionales. Los ingresos por turismo de este año fueron de 14.000 millones de dólares.

## Reforma económica
Las reformas económicas introducidas en 1990 eliminaron de forma parcial el control sobre los precios y la mayoría de las subvenciones a la industria, abriendo el mercado a la competencia económica internacional. Las modificaciones en la política presupuestaria, con un mayor control de la inflación, también han beneficiado el crecimiento.
La economía de Polonia fue la primera economía comunista en Europa central que terminó su recesión y volvió a crecer (en la última década del siglo XX). Desde 1992, la economía polaca ha gozado una recuperación acelerada y el sector privado representa ahora más de dos tercios del producto doméstico bruto. Las inversiones extranjeras han alcanzado los $50 mil millones de dólares estadounidenses. Sin embargo, el gobierno sigue controlando una gran parte de la economía.

## Comercio externo
Con la caída en 1990 del COMECON, que basaba sus operaciones en rublos rusos, Polonia tuvo que luchar para reorientar su comercio. A principios de 1996, el 70% era con miembros de la Unión Europea; Alemania, el país vecino es actualmente su principal socio comercial. Polonia ingresó a la Unión Europea en mayo de 2004; antes de eso, fomentaba la integración regional y el comercio a través del Tratado de Libre Comercio de Europa Central (CEFTA), el cual incluía también a Hungría, República Checa, Eslovaquia y Eslovenia.

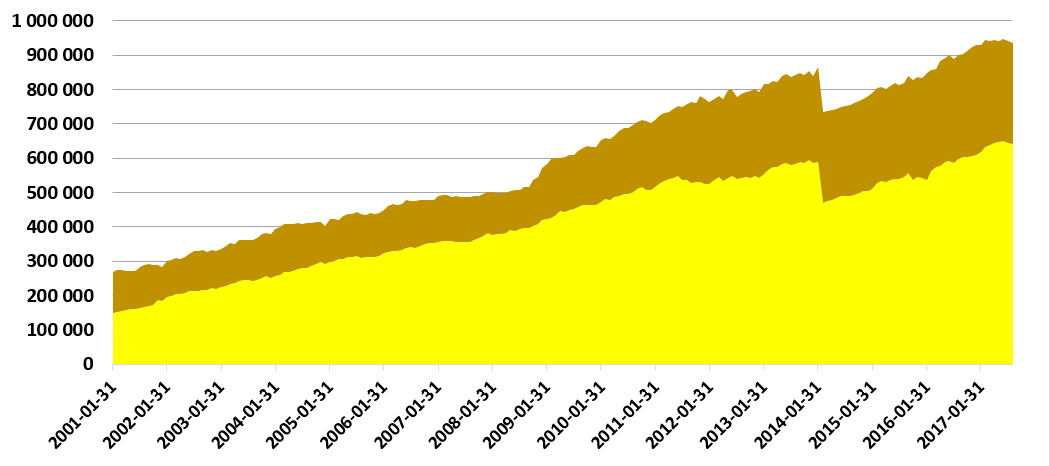
Deuda pública de Polonia.

Polonia ha estado gradualmente bajando sus aranceles, de acuerdo con sus responsabilidades con la Unión Europea y con la Organización Mundial del Comercio. La mayoría de los productos de las naciones de la Unión Europea entran ahora en Polonia sin impuestos, mientras que a los productos de otros lugares se les aplica el impuesto estándar de la Unión Europea.
Las oportunidades de comercio e inversión siguen existiendo en casi todos los sectores. [cita requerida] La Cámara Americana de Comercio en Polonia, fundada en 1991 con siete miembros, tiene actualmente más de 300 miembros. La posibilidad de crecimiento económico fuerte, un mercado doméstico grande, la asociación prospectiva de la Unión Europea y un nivel alto de estabilidad política son las mayores razones para que las empresas de EE. UU. y otras compañías extranjeras negocien con Polonia.[cita requerida]
sin embargo hay que tener en cuenta que en 1989 salió de un régimen capitalista y solo hasta el 2004 la mayoría de las empresas son privadas gracias a que en 1990 se llevara a cabo el plan de implementación al mercado.[cita requerida]
Las cifras de desempleo a 2015son del 11,3%, pero el 80% de los trabajadores gana por debajo del salario medio (unos 800 euros,). Un tercio de empleados tienen los llamados “contratos basura”, sin derechos sociales. Otro tercio son autónomos que trabajan para grandes industrias.

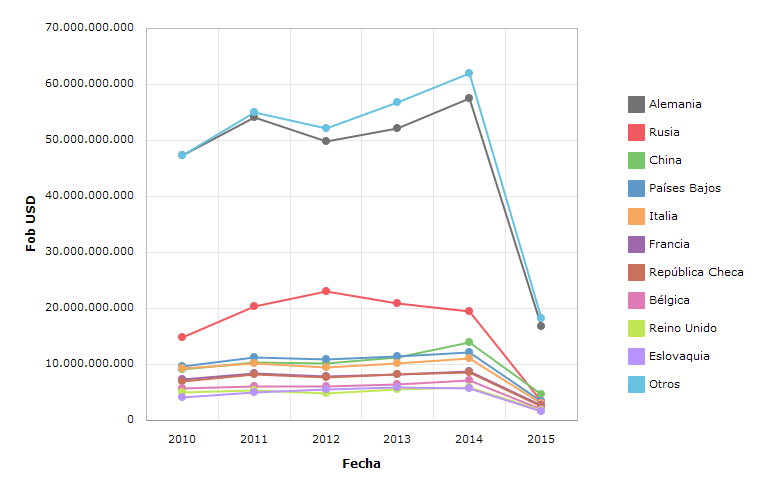
Importaciones del periodo 2010-hasta abril de 2015 medidas en valor FOB

### Importaciones

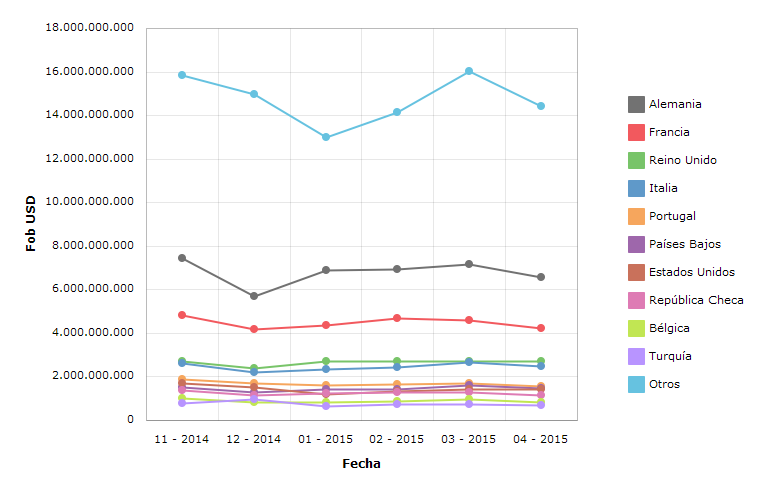
Exportaciones del periodo noviembre 2014-abril de 2015 medidas en valor FOB

Se presenta a continuación una tabla con las mercaderías de mayor peso en las importaciones de Polonia para el periodo 2010-hasta abril de 2015. Las cifras expresadas son en dólares estadounidenses valor FOB.
| Fecha Mercadería por capítulo arancelario                                                                           | 2010            | 2011            | 2012            | 2013            | 2014            | enero-abril de 2015 |
| --- | --------------- | --------------- | --------------- | --------------- | --------------- | ------------------- |
| 84 - bombas de aire o de vacío, válvulas, computadoras de escritorio y portátiles                                   | 20.893.523.389  | 23.656.879.336  | 22.865.256.432  | 24.313.796.221  | 26.333.251.769  | 7.896.036.516       |
| 27 - combustibles minerales, aceites minerales y productos de su destilación; materias bituminosas; ceras minerales | 18.934.068.551  | 26.070.343.197  | 26.196.125.927  | 23.919.846.054  | 23.058.492.542  | 4.449.806.345       |
| 85 - teléfonos celulares, circuitos integrados, cables y accesorios eléctricos                                      | 20.079.128.610  | 19.740.491.027  | 20.217.582.047  | 21.996.678.224  | 24.713.620.437  | 7.501.517.201       |
| 87 - automóviles para transporte de personas y mercadería y repuestos de automóviles                                | 13.994.854.440  | 16.099.356.965  | 14.606.288.287  | 15.598.971.366  | 17.128.248.499  | 5.156.579.948       |
| 39 - manufacturas de plástico                                                                                       | 9.545.435.370   | 11.426.897.748  | 10.921.510.835  | 11.811.647.685  | 12.839.100.252  | 3.616.302.206       |
| 72 - hierro y acero de fundición                                                                                    | 6.307.141.445   | 8.064.701.788   | 7.519.343.016   | 7.529.901.092   | 8.352.326.802   | 2.262.401.066       |
| 30 - medicamentos envasados                                                                                         | 5.248.080.797   | 5.551.117.933   | 4.812.769.997   | 5.378.742.135   | 5.629.294.808   | 1.515.263.722       |
| 90 - instrumentos y aparatos de óptica                                                                              | 5.219.565.413   | 5.744.797.023   | 4.337.561.786   | 4.111.720.521   | 4.518.857.998   | 1.377.287.883       |
| 73 - manufacturas de hierro y/o acero                                                                               | 4.055.144.240   | 4.933.676.924   | 4.559.749.186   | 4.806.543.994   | 5.238.905.701   | 1.464.122.033       |
| 48 - papel y cartón; manufacturas de pasta de celulosa, de papel o cartón                                           | 3.989.295.827   | 4.547.904.781   | 4.179.513.360   | 4.444.556.544   | 4.713.893.149   | 1.318.983.109       |
| Demás capítulos | 58.611.184.537  | 68.479.147.509  | 67.370.981.057  | 73.062.281.506  | 79.546.788.910  | 23.530.220.981      |
| Total | 166.877.422.619 | 194.315.314.230 | 187.586.681.931 | 196.974.685.341 | 212.072.780.866 | 60.088.521.010      |

### Exportaciones
Se presenta a continuación una tabla con los principales importadores de Polonia para el periodo 2010-hasta abril de 2015. La Unión Europea es el bloque económico con mayor participación del comercio exterior polaco. Estados Unidos y Rusia completaron la lista de los socios comerciales de mayor ponderación.
Las cifras expresadas son en dólares estadounidenses valor FOB.
| Fecha País importador | 2010            | 2011            | 2012            | 2013            | 2014            | enero-abril de 2015 |
| --------------------- | --------------- | --------------- | --------------- | --------------- | --------------- | ------------------- |
| Alemania              | 65.643.372.293  | 76.778.512.948  | 36.700.010.286  | 80.630.867.886  | 88.194.513.010  | 27.551.323.598      |
| Francia               | 55.357.577.349  | 61.846.893.481  | 26.057.812.232  | 58.678.170.553  | 60.857.392.896  | 17.905.557.513      |
| Reino Unido           | 24.716.499.824  | 29.511.375.637  | 15.156.706.983  | 33.202.665.922  | 35.054.680.855  | 10.837.739.378      |
| Italia                | 30.764.178.248  | 32.163.358.021  | 14.122.303.845  | 29.650.942.363  | 31.754.723.111  | 9.936.954.552       |
| Portugal              | 22.204.697.063  | 23.237.165.190  | 9.677.584.326   | 22.763.069.651  | 24.071.887.119  | 6.489.652.805       |
| Países Bajos          | 14.028.782.924  | 15.864.854.681  | 8.213.717.664   | 16.641.950.618  | 18.504.789.838  | 5.910.761.470       |
| Estados Unidos        | 11.302.344.126  | 14.343.165.057  | 7.860.784.318   | 15.789.262.521  | 18.732.691.477  | 5.402.388.884       |
| República Checa       | 11.309.252.269  | 13.308.799.494  | 6.649.534.021   | 14.385.466.858  | 15.774.732.146  | 4.941.044.952       |
| Rusia                 | 9.268.178.131   | 11.778.247.772  | 7.325.506.466   | 14.526.706.320  | 12.717.794.089  | 2.369.943.474       |
| Bélgica               | 10.440.906.562  | 11.665.802.360  | 5.216.598.648   | 11.546.704.296  | 12.051.730.762  | 3.460.822.614       |
| Resto del mundo       | 136.392.655.577 | 168.741.651.801 | 88.528.094.288  | 193.986.506.049 | 198.902.728.475 | 58.014.066.324      |
| Total                 | 391.428.444.367 | 459.239.826.443 | 225.508.653.077 | 491.802.313.037 | 516.617.663.779 | 152.820.255.565     |

## Inversión extranjera
Polonia, entre los países de Europa Central y del Este, se ha convertido en un país muy atractivo para la inversión; actualmente en esta parte de Europa es líder en la atracción de las inversiones extranjeras. En 2006 las inversiones extranjeras ascendieron a 15 mil millones de euros. En 2007 Polonia ocupó la séptima plaza en cuanto al atractivo de las inversiones, según el ranking de Ernst and Young.
La población polaca prefiere comerciar con sus compatriotas, pero en la última década, en Polonia se ha visto un gran número de empresarios extranjeros que han implantado sus negocios, controlando gran parte de la industria polaca. Por ejemplo, el 70 % del sector bancario polaco está en manos de extranjeros.
Otro de los problemas para la atracción de inversión está relacionado con el empleo, puesto que las leyes de empleo son inflexibles y en ocasiones son muy favorables al empleado. Hay una legislación reciente que aspira a reducir la paga por tiempo extraordinario y las obligaciones de los negocios pequeños.